# Amphibolia campbelli
Amphibolia campbelli är en tvåvingeart som beskrevs av Paramonov 1950. Amphibolia campbelli ingår i släktet Amphibolia och familjen parasitflugor. Inga underarter finns listade i Catalogue of Life.